# Shpongle
Shpongle é um projeto de música downtempo e ambient music psicadélica do Reino Unido. Os membros do núcleo são Simon Posford (ou Hallucinogen) e Raja Ram (membro do The Infinity Project). Seu som tem samplers de instrumentos étnicos, e sintetizadores ocidentais contemporâneas baseadas em música psicodélica. Posford é responsável pelos sintetizadores e trabalho de estúdio, enquanto Raja Ram contribui com arranjos de flauta.
O nome "Shpongle" não é uma palavra que se encontra no dicionário de nenhum idioma, em entrevista a uma revista da Rússia, Raja Ram, afirmou que "Shpongle" é um termo genérico para sentir as emoções positivas e eufórica.
A primeira gravação do Shpongle, "Vapour Rumours", foi lançado pela TIP Records numa compilação chamada "Infinite Excursions - Softer Psychedelic Sounds", em 1996. Seu primeiro álbum, "Are You Shpongled?", Foi lançado em 1998 pela Twisted Records. Seu mais recente álbum "Ineffable Mysteries From Shpongleland" foi lançado em 28 de novembro de 2009, também pela Twisted.

## Discografia

### Álbuns de estúdio
- Are You Shpongled? (1998)
- Tales of the Inexpressible (2001)
- Nothing Lasts... But Nothing Is Lost (2005)
- Ineffable Mysteries from Shpongleland (2009)
- Museum of Consciousness (2013)
- Codex VI (2017)

### Álbuns de remixes
- Shpongle Remixed (2003)
- Shpongle Unreleased Remixes - (apenas para download, 2008)

### DVDs
- Live at the Roundhouse 2008 [TWSDVD002] (2009)